# Aechmea bracteata
Aechmea bracteata là một loài thực vật có hoa trong họ Bromeliaceae. Loài này được (Sw.) Griseb. mô tả khoa học đầu tiên năm 1864.

## Hình ảnh

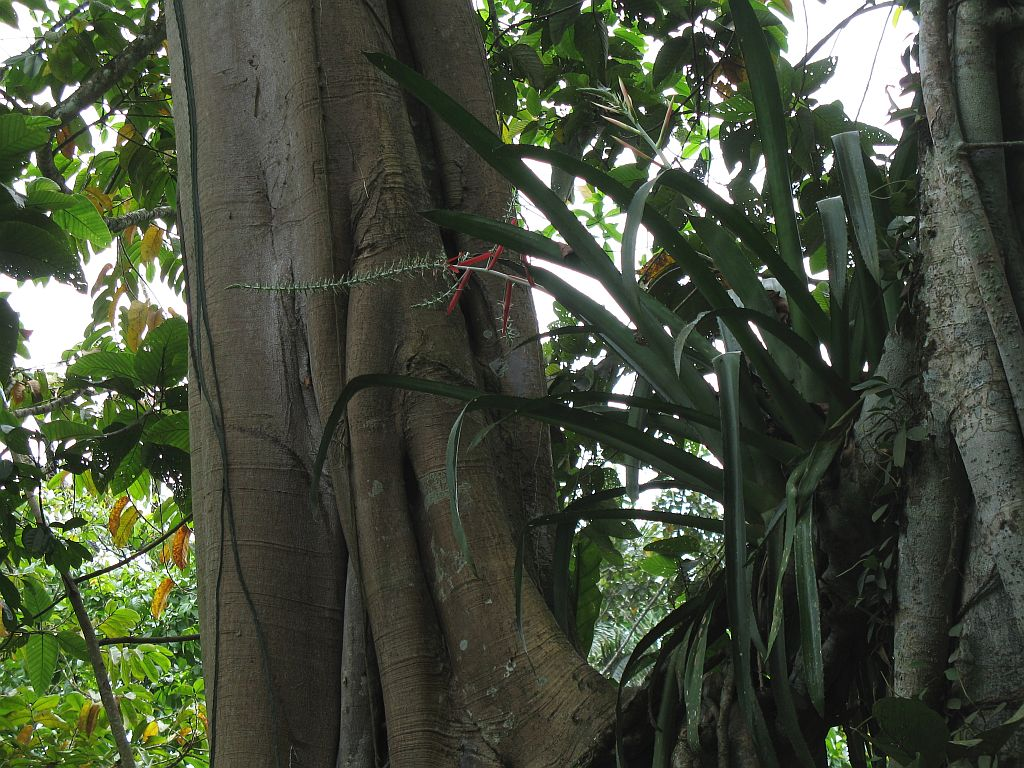
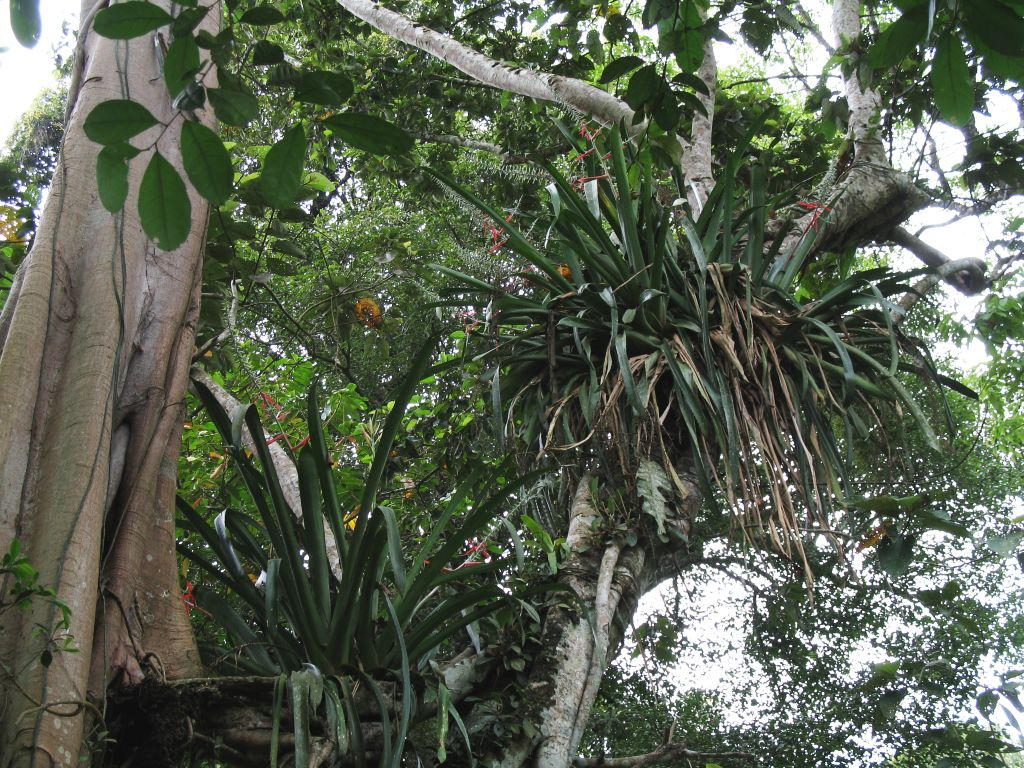
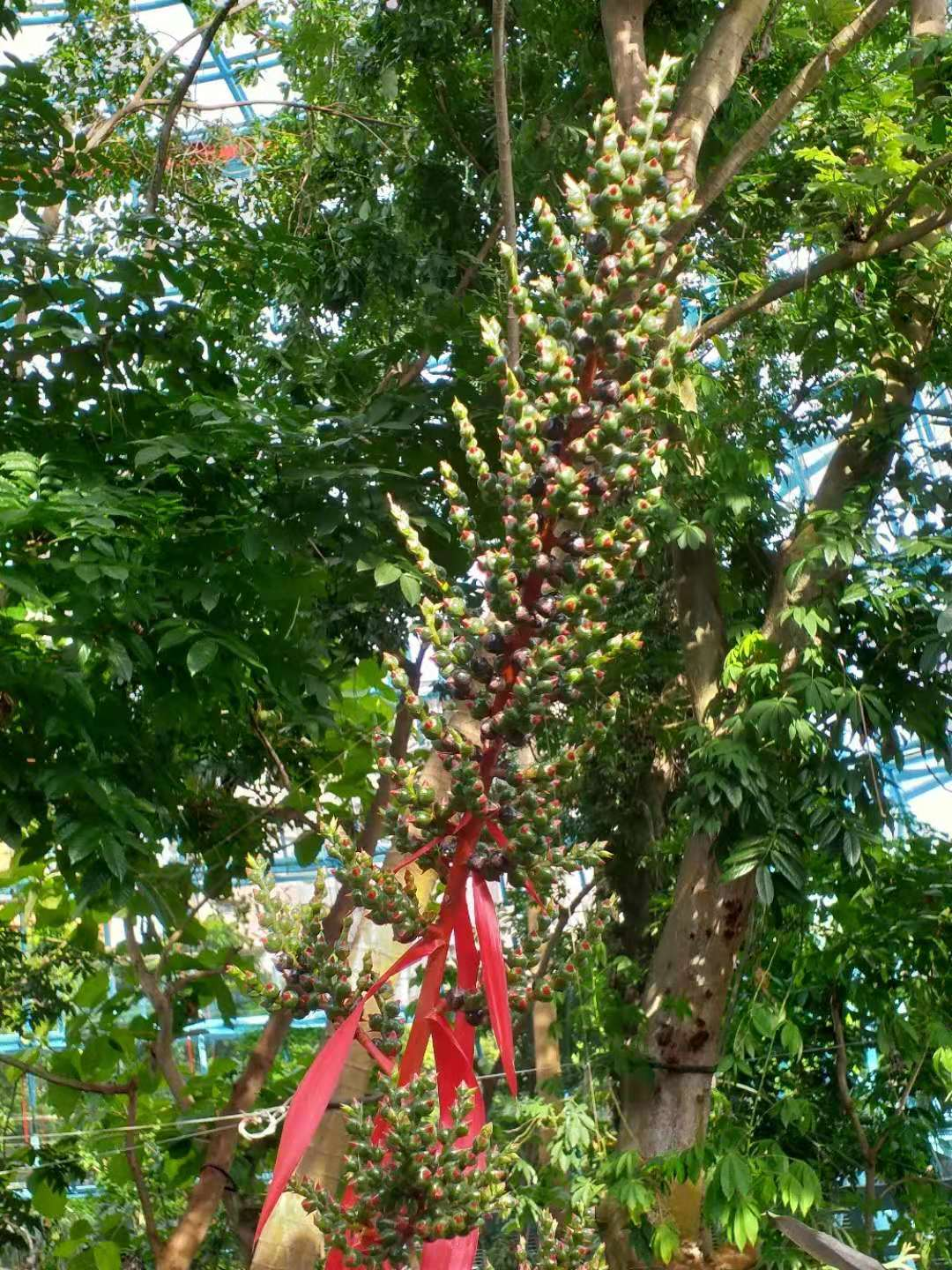
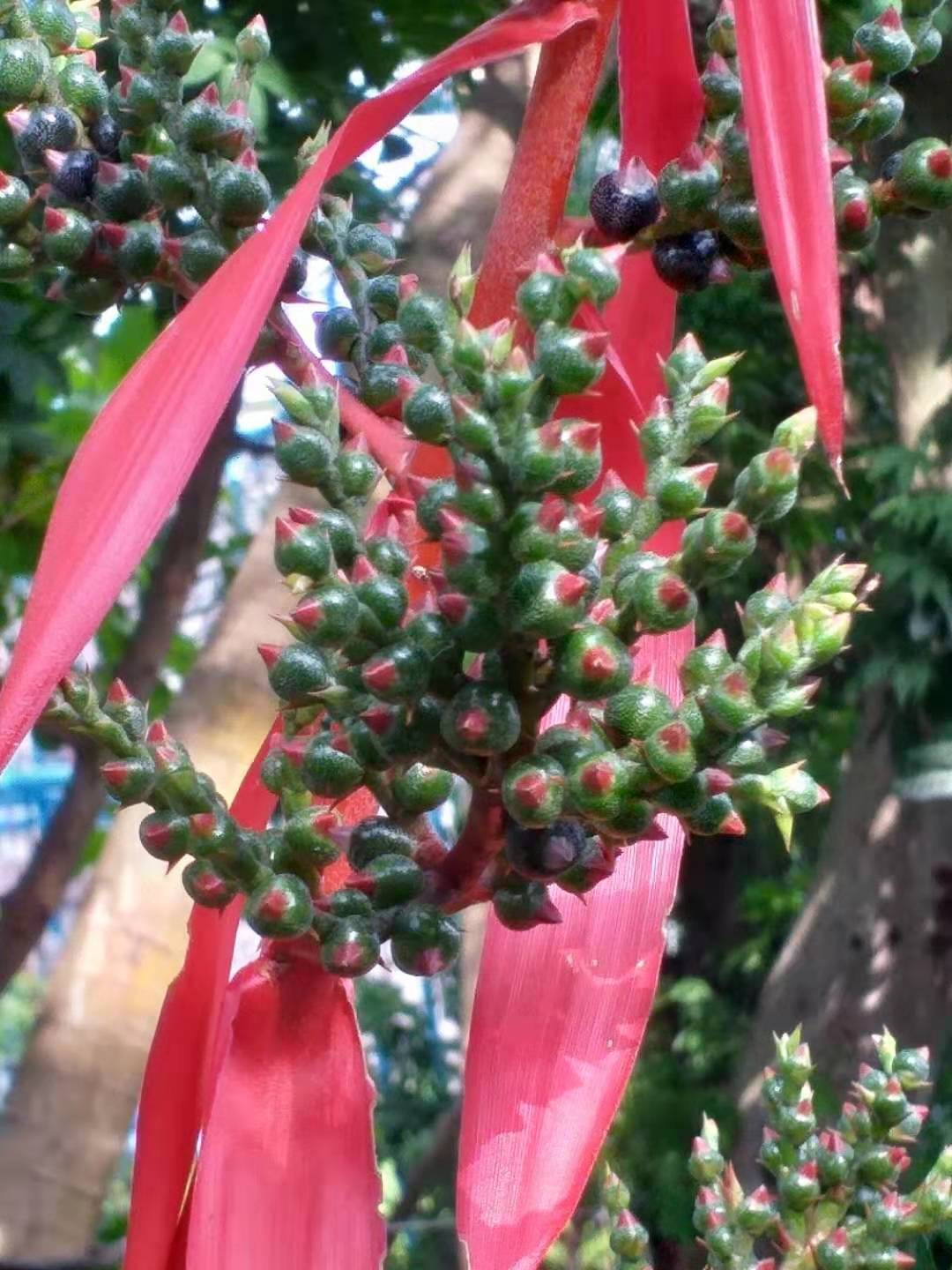